# 選挙独裁
選挙独裁（せんきょどくさい、英語: Elective dictatorship）あるいは内閣主導（ないかくしゅどう、英語: Executive dominance）は、典型的なウェストミンスター・システムを採用する国家において、議会（立法権）がその時々の政府（行政権）によって支配される状態を指す。この用語は、議会の立法議程が政府によって決定され、政府提出の法案がほぼ必ず議会を通過するという事実を表している。その背景には、単純小選挙区制という多数決型の選挙制度が強力な政府をほぼ必ず生み出すこと、さらに与党議員に対する党議拘束の導入によって政府への忠誠がほぼ確実に保たれることがある。「選挙独裁」という表現は、1976年にイギリスの元大法官であるヘイルシャム男爵クィンティン・ホッグが、BBCのテレビ講座「リチャード・ディンブルビー・レクチャー」において広めたものである。しかし、この語はそれよりも1世紀早く、ジュゼッペ・ガリバルディの思想を説明する際にも用いられており、またヘイルシャム男爵がクィンティン・ホッグの名で活動していた1968年および1969年の講義でも使用されていた。
また中華人民共和国香港特別行政区においてExecutive dominanceは「行政主導（英語: Executive-led、イェール式広東語: hàhng jing jyú douh）」と訳されており、西側民主主義国家の三権分立を相対化し、自らの政治体制を正当化する文脈で用いられている。

## 憲法上の背景
イギリスにおいて、最終的な立法主権は議会（英語: Parliament）にある（議会主権）。議会は、その望むあらゆる事項について法律を制定することができ、基本的な憲法上の権利に従って立法する義務などの制約を受けることはない。この原則に対する明確な例外として見えるのは、議会が自らを制約する場合である。例えば、EU法の導入において、英国の裁判所はEU法と矛盾する国内法を「適用しない」権限を持っていた（en: R (Factortame Ltd) v Secretary of State for Transport）。しかし、英国の欧州連合離脱により、こうした権限はほぼ撤回された。
議会は貴族院、庶民院、国王の三者で構成されている。慣習的なコモン・ローの原則として、法案が議会制定法（英語: an act of Parliament）となるには、庶民院と貴族院の両方で可決される必要がある。その後、法案は国王のもとへ送られ、その裁量により承認するかどうかが決定される。国王裁可（英語: Royal Assent）を得た時点で、法案は正式に議会制定法となり、裁判所によって適用される。
理論上は上記の過程をとるが、実際には国王裁可は形式的なものとなっている。君主が法案に対して裁可を拒否（または拒否の意向を示す）した例は、1708年のアン女王以降約300年間存在しない。さらに、1911年以降、貴族院は庶民院と対等な立場を失った。1911年および1949年の議会法（英語: Parliament Acts）により、貴族院の持つ絶対的拒否権は、停止的拒否権（英語: suspensive veto）へと縮小された。同じ法案が庶民院で可決され、貴族院で2回否決された場合、3回目の提出時には庶民院のみの承認で成立可能となる。その後、国王の裁可を得れば、貴族院の意向に関係なく法律として成立する。このように、庶民院が議会の中で支配的な立場を確立し、庶民院を制する者が議会、すなわち国家の主要な立法機関全体を支配する状況が生まれている。

## 運用
庶民院で多数派を占める政党が政権を形成するため、与党は庶民院で議席の過半数を確保している限り、党議拘束が保たれている場合には、望む法案をすべて通過させることができる。これは主に院内幹事制度によって維持されており、与党は議会の立法議程は与党により掌握し、議会に提出される法案の95%は政府が主導する。造反は存在するものの、極めて稀である。
政府は、自党議員をまとめておける限り、庶民院での法案が成立する可能性が非常に高くなる。貴族院がこれを承認するかどうかは別として、政府による賢明な妥協、ソールズベリー＝アディソン慣行および議会法（Parliament Act）の包括的脅威が相まって、大半の法案は貴族院も通過する。その後、ほぼ確実に国王裁可が与えられる。
ヘイルシャム男爵は「選挙独裁」という表現を借用し、政府による庶民院（ひいては議会）支配が実際には脆弱である状況を指摘した。この論考は、ハロルド・ウィルソンおよびジェームズ・キャラハン率いる労働党政権への批判として発表された。彼はこれらの政権を非民主的と見なし、その理由は、庶民院でわずかに多数派であるだけであるにもかかわらず、多くの法案を成立させたためであった。彼の見解では、こうした政権は国民の幅広い支持を反映していないため、民主的ではないとされた。ヘイルシャムの批判は多数派支配に対するものと解釈されることが多いが、実際には彼は選挙でより多くの支持を得ていた多数派のほうがより民主的であると考えていた。

## 改革案
改革派が行う一般的な提案は、庶民院に比例代表制を導入することで多数党の権力を抑え、内閣主導を弱めることである。イングランド・ウェールズ緑の党、自由民主党、リフォームUK、スコットランド国民党、プライド・カムリは一貫して庶民院の比例代表制導入を支持しているが、保守党と労働党といった大政党からの顕著な支持は得られていない。また、選挙改革協会（英語: Electoral Reform Society）も同様の目標を掲げて活動している。
アンロック・デモクラシー（英語: Unlock Democracy）などの団体は、適切な抑制と均衡を備えた成文憲法の制定が、内閣主導を抑えるために不可欠であると主張している。しかし、こうした提案も広く支持を得るには至っていない。
2006年の報告書『Power to the People』において、パワー・インクワイアリ（英語: Power Inquiry）は、イギリスの統治制度に内在する民主主義の赤字に対処するための提案を行った。

## 中華人民共和国における「行政主導」
中華人民共和国香港特別行政区において、exective dominanceは「行政主導（イェール式広東語: hàhng jing jyú douh）」と訳される。特区政府の公式訳では、「行政主導」はexecutive-ledと言い換えられた上で、香港の政治体制の説明に用いられている。
「行政主導」という用語が出現した背景には、中国共産党主導の中華人民共和国政府が、西洋諸国の三権分立の論理や政治制度と対抗するため、中国の特色ある社会主義における政治制度が三権分立とは異なる合理性と差異を持つことを証明する目的がある。例えば、西側で問題視される三権分立が機能していない「選挙独裁」という批判は香港には当てはまらず、香港では全ての権力は中央政府から授権されたものであり、三権分立が存在したことはなく、「三権分置、行政主導」こそが香港の政治体制である、といった主張がなされることがある。香港とマカオの文脈では、中華人民共和国の官僚はしばしば、両地の現地政府首長たる行政長官（特首）が行政、立法、司法機関を超越した憲法上の地位を持っており、行政長官はその任命者たる中国国務院にのみ直接責任を負っているとして、いわゆる「特首超然論」を主張する。
香港とマカオの基本法には「行政主導」という言葉は明記されていないが、中華人民共和国政府、香港特別行政区政府、学者、親中派メディアはしばしばこの言葉を用いて両特区の政治体制を形容している。しかし、両特区の元の宗主国であるイギリスとポルトガルはそれぞれ議院内閣制と半大統領制を採用しており、立法が行政を主導する仕組みであり、その首相や総理は議会に対して責任を負う。

### 香港
返還前、香港では他の大部分のイギリス殖民地と同様に、長きに亘って総督が立法機関（立法局）の主席を兼任しており、凡ゆる法律草案、議案に対して最終的な拒否権を有していた。最後の香港総督クリストファー・パッテンが1993年に立法局主席の兼任をやめ、主席を立法局議員の互選によるものとしたことで、総督は立法局の事務に参与することはなくなった。
返還後も香港基本法に基づき、行政長官もまた立法会主席を兼任することはないものの、行政機関が立法機関（立法会）を制約し、立法権を抑制・弱体化させるよう意図的に設計されている。主な点は以下の四つである：
- 議員の法案提出権の制限：立法会議員は、公共支出（すなわち財政収入や支出の増減）、政治体制、政府の運営に関わる法案を提出することができない。また、行政長官の書面による同意がない限り、政府の政策に関する法案を提出することも認められていない[注 1]。これにより、行政長官ひとりの意思で議員による法案提出を阻止できる仕組みとなっている。加えて、すべての法案は通過後に政府による執行が必要である。また、議員は行政長官の反対がある場合、政府の法案に対して公金支出を伴う修正案（支出を増やすようなもの）を提出することもできない。かつて公共支出に関するこの制限について司法審査を申請した議員がいたが、敗訴している[14]。なお、返還前の制度では、議員が私案を提出する際の唯一の制約は「公金支出を増加させることができない」という点であった。基本法は立法会の機能を十分に発揮させないような仕組みとなっており、法案の制定や政府の監視機能といった立法会の権限は大きく縮小されている。中英共同声明には、立法会の提案権についての言及はないが、基本法の草案および最終稿では、どちらも立法会の提案権は明確に制限されており、立法会の権限は縮小された[15]。その原因として、中国政府が議員による私案提出の権限を懸念し、返還以前の「行政当局が議会とその議事日程を主導する体制」を維持し、議会によって政府が主導されないよう意図したことがある[16]。
- 分組点票制度および行政長官の拒否権：政府が提出する法案は、出席議員の過半数による賛成のみで可決される。一方、議員が提出する法案、議案、または政府法案への修正案については、地区直接選挙による選出議員グループと功能組別（職業代表制、返還後は功能界別（中国語版））選挙による選出議員グループの双方で、それぞれ過半数の賛成を得なければならない[注 2]。さらに、たとえ議員が提出した法案や政府法案への修正案が最終的に立法会で可決されたとしても、行政長官がそれを香港特別行政区の全体的利益に適合しないと判断した場合、3か月以内にその法案を立法会に差し戻し、再審議を要求することができる[注 3]。
- 解散権と弾劾権の不平等：もし立法会が政府の提出した法案や財政予算案を可決しない場合、または全体議員の3分の2以上の多数で行政長官が署名を拒否した法案を再度可決した場合、行政長官は立法会を解散することができる（4年の任期につき1回のみ）[注 4]。一方で、立法会にも行政長官を弾劾する権限はあるものの、その弾劾によって直接行政長官を辞任させることはできない。行政長官の任命および罷免の権限は中華人民共和国国務院にあるためである[注 5]。
- 行政は立法に対して責任を負わない：高官問責制の下、主要官員および行政長官は中華人民共和国中央人民政府（国務院）によって任命および罷免され、中央政府に対して責任を負う。一方で基本法には、政府は法律を遵守し、香港立法会に対して責任を負うことが定められている[注 6]。しかし実際には、政府官員は立法会の会議に出席し施政報告を発表する義務はあるのみで、立法会に対して直接責任を負う必要はない。逆に、立法会の議事日程では政府提出の法案が優先的に審議されることとなっており、非常に奇妙な状況となっている。

返還後の立法会は提案権を失い、法例制定は政府主導となった。これらの議会権限の制限は、多くの民主主義の地域では見られず、その結果、政府の権力が過度に大きくなり、立法会は政府への質疑および政府提出法案の採決のみを行う権限しか持たず、政府法案を修正することができない状況を生み出している。これが「立法会は票を持っていても権限がなく、政府は権限を持っていても票を持っていない」という構図の主な原因となっている。しかし、政府は立法会内で「票固め」（箍票）を行い、建制派政党の代表者を立法会議員と兼任させた上で行政会議議員に任命し、議会を主導する目的を達成している。近年では、こうした準行政的な影響力は区議会にも直接及ぶようになっている：
- 公務員主導の区議会：2023年5月2日、行政長官の李家超は区議会改革案（中国語: 完善地区治理建議方案）を発表し、直接選挙による議席を全体の2割未満に減少させることを明らかにした。「行政主導」を強調し、政務主任または行政主任の職系出身である首長級公務員の民政事務専員が区議会主席を兼任することとされた。さらに、政務司司長が率いる「地区治理領導委員会」と、政務司副司長が率いる「地区治理専組」が設置された。

### 澳門
澳門基本法の基本的な設計は香港基本法と概ね一致する。
香港と比較していえば、マカオ特別行政区立法会には分組表決（グループ別表決）制度は存在しない。しかし、立法会議員の20%以上は行政長官によって直接任命されており、また立法会は財政審査権も持たない。さらに、行政長官が立法会を経ずに自ら立法を行うことも可能であり、事実上、行政主導の状況はさらに深刻である。

## 中華民国
中華民国は五権分立を実行しており、元々の憲法においては、総統と現在は凍結された国民大会が行政院、立法院、司法院、考試院、監察院を超越する立場にあった。しかし、総統は元々儀礼的な元首であり、実際の行政権は行政院院長が握っていた。しかし実際のところ、政府は「動員戡乱時期臨時条款」に基づく大統領制（総統制）を採用しており、厳家淦が総統を務めた時期だけは内閣制が採られ、行政院長の蔣経国が行政権を掌握していた。その後、蔣経国が総統に就任してからは、再び「動員戡乱時期臨時条款」に基づく大統領制が復活した。
憲法改正後、中華民国は半大統領制（いわゆる二元首制）を実施するようになった。これにより、総統はすべての行政権を掌握し、行政院院長を直接任命することができるようになった。しかし、この憲法改正以降、総統の権力が過大であるという指摘がなされており、総統は立法院に対して責任を負わない一方で、行政院は立法院に対して責任を負うことから、「総統は権限があっても責任を負わず、閣揆（行政院長）は責任があっても権限がない」という状況が生じている。